# Videonahrávky Kylie Minogue

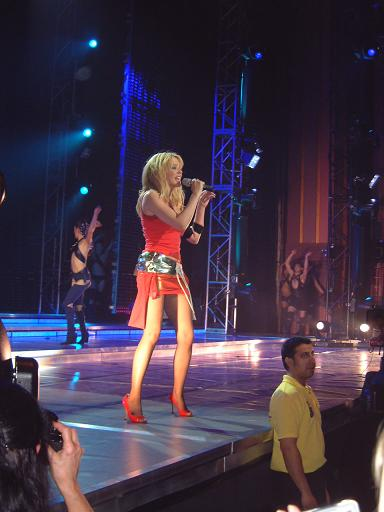
Kylie Minogue zpívá v Hammersmith Apollo hit „Money Can't Buy“

Toto je úplný seznam oficiálních vydání videonahrávek australské zpěvačky Kylie Minogue, která k roku 2011 vydala padesát sedm videoklipů a osmnáct VHS nebo DVD u hudebních vydavatelství PWL, Deconstruction Records a Parlophone.

## Videoklipy

### 1980–1989
| Rok  | Píseň                                          | Album                                     | Režie         |
| ---- | ---------------------------------------------- | ----------------------------------------- | ------------- |
| 1987 | Locomotion                                     | skladba není součástí alba                | Chris Langham |
| 1987 | I Should Be So Lucky                           | Kylie                                     | Chris Langham |
| 1987 | I Should Be So Lucky (další verze)             | Kylie                                     | Chris Langham |
| 1988 | Got to Be Certain                              | Kylie                                     | Chris Langham |
| 1988 | Got to Be Certain (další verze)                | Kylie                                     | Chris Langham |
| 1988 | The Loco-Motion (další verze)                  | Kylie                                     | Chris Langham |
| 1988 | Je Ne Sais Pas Pourquoi                        | Kylie                                     | Chris Langham |
| 1988 | Made in Heaven                                 | skladba není součástí alba                | Chris Langham |
| 1988 | Especially for You (spolu s Jasonem Donovanem) | Ten Good Reasons (z alba Jasona Donovana) | Chris Langham |
| 1988 | It's No Secret                                 | Kylie                                     | Chris Langham |
| 1989 | Hand on Your Heart                             | Enjoy Yourself                            | Chris Langham |
| 1989 | Wouldn't Change a Thing                        | Enjoy Yourself                            | Pete Cornish  |
| 1989 | Never Too Late                                 | Enjoy Yourself                            | Pete Cornish  |

### 1990–1999
| Rok  | Píseň                                                           | Album               | Režie             |
| ---- | --------------------------------------------------------------- | ------------------- | ----------------- |
| 1990 | Tears on My Pillow                                              | Enjoy Yourself      | Pete Cornish      |
| 1990 | Better the Devil You Know                                       | Rhythm of Love      | Paul Goldman      |
| 1990 | Step Back in Time                                               | Rhythm of Love      | Nick Egan         |
| 1991 | What Do I Have to Do?                                           | Rhythm of Love      | Dave Hogan        |
| 1991 | Shocked                                                         | Rhythm of Love      | Dave Hogan        |
| 1991 | Word Is Out                                                     | Let's Get to It     | James LeBon       |
| 1991 | If You Were with Me Now (spolu s Keithem Washingtonem)          | Let's Get to It     | Greg Masuak       |
| 1992 | Give Me Just a Little More Time                                 | Let's Get to It     | Greg Masuak       |
| 1992 | Finer Feelings                                                  | Let's Get to It     | Dave Hogan        |
| 1992 | What Kind of Fool (Heard All That Before)                       | Greatest Hits       | Greg Masuak       |
| 1992 | Celebration                                                     | Greatest Hits       | Greg Masuak       |
| 1994 | Confide in Me                                                   | Kylie Minogue       | Paul Boyd         |
| 1994 | Put Yourself in My Place                                        | Kylie Minogue       | Keir McFarlane    |
| 1995 | Where Is the Feeling?                                           | Kylie Minogue       | Keir McFarlane    |
| 1995 | Where the Wild Roses Grow (spolu s Nick Cave and the Bad Seeds) | Murder Ballads      | Rocky Schenck     |
| 1997 | Some Kind of Bliss                                              | Impossible Princess | David Mould       |
| 1997 | Did It Again                                                    | Impossible Princess | Pedro Romhanyi    |
| 1997 | Did It Again (další verze)                                      | Impossible Princess | Pedro Romhanyi    |
| 1998 | Breathe                                                         | Impossible Princess | Kieran Evans      |
| 1998 | Cowboy Style                                                    | Impossible Princess | Michael Williams  |
| 1998 | GBI: German Bold Italic (spolu s Towa Tei)                      | Sound Museum        | Stéphane Sednaoui |

### 2000–2010
| Rok  | Píseň                            | Album          | Režie                      |
| ---- | -------------------------------- | -------------- | -------------------------- |
| 2000 | Spinning Around                  | Light Years    | Dawn Shadforth             |
| 2000 | On a Night like This             | Light Years    | Douglas Avery              |
| 2000 | Kids (spolu s Robbie Williamsem) | Light Years    | Simon Hilton               |
| 2000 | Please Stay                      | Light Years    | James Frost and Alex Smith |
| 2001 | Your Disco Needs You             | Light Years    | Todd Cole                  |
| 2001 | Can't Get You Out of My Head     | Fever          | Dawn Shadforth             |
| 2002 | In Your Eyes                     | Fever          | Dawn Shadforth             |
| 2002 | Love at First Sight              | Fever          | Johan Renck                |
| 2002 | Come into My World               | Fever          | Michel Gondry              |
| 2003 | Slow                             | Body Language  | Baillie Walsh              |
| 2004 | Red Blooded Woman                | Body Language  | Jake Nava                  |
| 2004 | Chocolate                        | Body Language  | Dawn Shadforth             |
| 2004 | I Believe in You                 | Ultimate Kylie | Vernie Veung               |
| 2005 | Giving You Up                    | Ultimate Kylie | Alex and Martin            |
| 2007 | 2 Hearts                         | X              | Dawn Shadforth             |
| 2008 | Wow                              | X              | Melina Matsoukas           |
| 2008 | In My Arms                       | X              | Melina Matsoukas           |
| 2008 | All I See                        | X              | William Baker              |
| 2008 | The One                          | X              | Ben Ib                     |

### 2010–2019
| Rok  | Píseň             | Album     | Režie                         |
| ---- | ----------------- | --------- | ----------------------------- |
| 2010 | All the Lovers    | Aphrodite | Joseph Kahn                   |
| 2010 | Get Outta My Way  | Aphrodite | AlexandLiane                  |
| 2010 | Better than Today | Aphrodite | William Baker a Kylie Minogue |

## Video alba

### Video alba koncertních turné
| Rok  | Informace |
| ---- | --- |
| 1990 | Kylie...On the Go – Live in Japan - Vydáno: 1990 - Poznámky: Vydalo Video Collection International, včetně záznamu z turné Disco in Dream/The Hitman Roadshow a dokumentu „za scénou“. |
| 1992 | Kylie Live! (jiný název Live in Dublin) - Vydáno: duben 1992 - Poznámky: Živé vystoupení v Dublinu v rámci Let's Get to It Tour roku 1991. Obsahuje také dokument „za scénou“. |
| 2001 | Live in Sydney - Vydáno: 10. ledna 2001 - Přídavek: 30minutový dokument ze zákulisí - Poznámky: Živé vystoupení v Sydney v rámci turné On a Night Like This roku 2001. - Certifikace: 3x Platina (ARIA) |
| 2002 | Intimate and Live - Vydáno: 23. července 2002 - Poznámky: Živé vystoupení v Austrálii v rámci turné Intimate and Live roku 1998. Koncert byl původně vydán na VHS v roce 1998 v Austrálii. - Hitparády: 1. místo, Austrálie - Certifikace: Platina (ARIA) |
| 2002 | KylieFever2002: Live in Manchester - Vydáno: 18. listopadu 2002 - Přídavek: Dokument z turné, fotogalerie, virtuální program turné a čtyři videoklipy z vystoupení: Cowboy Style, Light Years/I Feel Love, I Should Be So Lucky a Burning Up. - Limitovaná edice: deluxe a bonus koncertní CD - Poznámky: Živé vystoupení v Manchesteru v rámci turné KylieFever roku 2002. Koncert také vydán na VHS. - Hitparády: 1. místo, Austrálie, 2. místo Spojené království, 16. místo Spojené státy americké. |
| 2004 | Body Language Live - Vydáno: 12. července 2004 - Přídavek: Mnohostranná projekce videoklipů Slow a Chocolate, dokument „za scénou“ a DVD-ROM s wallpapery a spořiči obrazovky. - Poznámky: Živé vystoupení v Londýně v rámci mimořádného koncertu Money Can't Buy roku 2003. - Hitparády: 3. místo, Spojené království - Certifikace: Platina (ARIA) |
| 2005 | Kylie Showgirl - Vydáno: 28. listopadu 2005 - Přídavek: dokument „za scénou“, obrázky showgirl a DVD-ROM. - Poznámky: Živé vystoupení v Londýně v rámci Showgirl: The Greatest Hits Tour roku 2005. - Hitparády: 1. místo, Austrálie, 2. místo Spojené království - Certifikace: ARIA: 4x Platina, BPI: Platina |
| 2007 | DVD White Diamond / Showgirl: Homecoming - Vydáno: 10. prosince 2007 - Obsah: dlouhometrážní dokument „za scénou“ a živý koncert. - Poznámky: Živé vystoupení v Melbourne v rámci Showgirl: The Homecoming Tour roku 2007. |
| 2008 | Kylie Live: X2008 - Vydáno: 1. prosince 2008 - Přídavek: dokument „za scénou“, fotogalerie. - Poznámky: Živé vystoupení v Londýně v rámci turné KylieX2008 roku 2008. |

### Kompilační video alba
| Rok  | Informace |
| ---- | --- |
| 1988 | The Videos - Vydáno: listopad 1988 - Poznámky: Obsahuje videoklipy z debutového videoalba Kylie. |
| 1989 | The Kylie Collection - Vydáno: únor 1989 - Poznámky: Vydáno pouze v Austrálii, obsahuje videoklipy z debutového alba Kylie. |
| 1989 | The Videos 2 - Vydáno: listopad 1989 - Poznámky: Obsahuje videoklipy z alba Enjoy Yourself. |
| 1991 | Let's Get To...The Videos - Vydáno: listopad 1991 - Poznámky: Obsahuje čtyři videoklipy z alba Rhythm of Love a dva z alba Let's Get to It. |
| 1992 | Greatest Video Hits - Vydáno: srpen 1992 - Poznámky:Obsahuje videoklipy z kompilace greatest hits. Australská edice obsahuje navíc videoklip Celebration. |
| 1998 | The Kylie Tapes 94–98 - Vydáno: 1998 - Poznámky: Vydáno pouze v Austrálii, obsahuje videoklipy z alb nahraných u Deconstruction Records – Kylie Minogue (1994) a Impossible Princess (1998). |
| 2002 | Greatest Hits 87–92 - Vydáno: 18. listopadu 2002 - Bonus: fotogalerie, alternarivní verze klipů - Poznámky: Vydáno pouze ve Spojeném království, obsahuje videoklipy z alb nahraných u BMG – Greatest Hits. - je dosud jediným DVD, které obsahuje většinu alternativních verzí videoklipů. Většina nahrávek „za scénou“ byla převzata z australských verzí VHS The Kylie Collection vydané roku 1988 a The Videos 2 vydané roku 1989. - Charts: Number nine in the UK |
| 2003 | Greatest Hits 1987–1997 - Vydáno: 19. listopadu 2003 - Poznámky: Obsahuje videoklipy z kompilace Greatest Hits 1987–1997. |
| 2003 | Greatest Hits 1987–1999 - Vydáno: 24. listopadu 2003 - Poznámky: Vydáno pouze v Austrálii, obsahuje videoklipy z kompilace Greatest Hits 1987–1999. - Jediné DVD, které souhrnně obsahuje všechny klipy z let 1987-1998. - Certifikace: 2x Platina (ARIA) |
| 2004 | Kylie Minogue: Artist Collection - Vydáno: 20. září 2004 - Poznámky: Obsahuje videoklipy z kompilace Kylie Minogue: Artist Collection. - Jediné DVD obsahující celý videoklip k písni Where Is the Feeling?. |
| 2004 | Ultimate Kylie - Vydáno: 22. listopadu 2004 - Bonus: Zpěv podle textu u videoklipu Can't Get You Out of My Head. - Poznámky: Obsahuje videoklipy z kompilace Ultimate Kylie. - Certifikace: 3x Platina (ARIA) |

## Blu-rayvideo alba
| Rok  | Informace |
| ---- | --- |
| 2008 | Kylie Live: X2008 - Vydáno: 2009 - Bonus: dokument „za scénou“, fotogalerie. - Poznámky: Obsahuje živé vystoupení v Londýně v rámci turné KylieX2008 roku 2008. - 1080p - DTS-HD Master Audio |